# مناخ مدريد

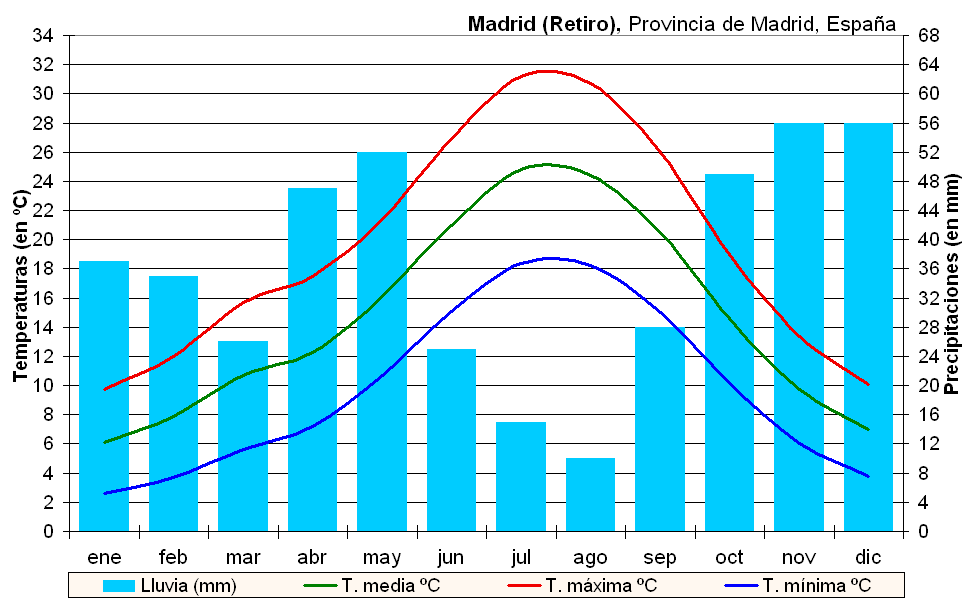
مناخ مدريد-ريتيرو (إسبانيا)

يتميز مناخ مدريد ومنطقتها الحضرية بكونه مناخ شبه قاحل بارد (وفقًا لتصنيف كوبن للمناخ BSK)، ويتحول إلى مناخ متوسطي (Csa) في النصف الغربي من المدينة. أما وفقًا لتصنيف مناخ ترول بافن، يتمتّع مناخ مدريد بكونه شبه استوائي دافئ معتدل، ويمكن وصفه أيضًا شبه استوائي تبعًا لتصنيف مناخ سيجموند/فرانكنبرج. تتميز مدريد بصيف حار، وشتاء بارد نسبيًا مع صقيع متكرر إلى حد ما (يبلغ متوسط عدد الأيام التي تقل درجات الحرارة فيها عن 0 درجة مئوية «32 درجة فهرنهايت» 15 يومًا)، وتتساقط الثلوج من حين لآخر، بمتوسط 3-4 أيام ثلجية.

## مؤشرات أشعة الشمس والأشعة فوق البنفسجية
يبلغ متوسط ساعات سطوع الشمس في مدريد 2769 ساعة في السنة، تتراوح من 124 ساعة (بمعدل 4 ساعات في اليوم) في ديسمبر إلى 359 ساعة (بمعدل أكثر من 11.6 ساعة في اليوم) في يوليو. تعتبر هذه المتوسطات واحدة من أعلى القيم لمدة ساعات سطوع الشمس في أوروبا، وهو أعلى قليلًا من المعدّل الطبيعي بالنسبة للنصف الجنوبي من أوروبا، إذ يتراوح متوسط ساعات سطوع الشمس في هذا الجزء من القارة من حوالي 2000 إلى حوالي 3000 ساعة في السنة. ومع ذلك، تُعدّ هذه القيمة أكبر بنسبة 70% من النصف الشمالي من أوروبا، حيث يبلغ متوسط ساعات سطوع الشمس حوالي 1500 ساعة في السنة. تتمتع مدريد في فصل الشتاء بمعدل سطوع شمس أكثر بثلاث مرات تقريبًا من النصف الشمالي من أوروبا. تحتل مدريد المرتبة الثانية من حيث أعلى قيمة لمؤشر الأشعة فوق البنفسجية في أوروبا القارية بعد أثينا ولشبونة. تقترب هذه القيم من قيم بيتسبرغ في ولاية بنسلفانيا، إذ لا تتأثر الأشعة فوق البنفسجية كثيرًا بالعوامل الجغرافية الأخرى. تعد هذه القيم متوسطة، ولا يتصف الوضع بالخطورة، تمامًا كما هو الحال في مجمل الأنحاء الأخرى من القارة تقريبًا، باستثناء فترة ما بعد الظهر من الأشهر الأكثر دفئًا التي يجب خلالها تقليل التعرض للأشعة فوق البنفسجية. تتراوح كمية الأشعة فوق البنفسجية من 2 بين شهري نوفمبر ويناير إلى 9 بين شهري يونيو ويوليو.
| البيانات المناخية لـمدريد       | البيانات المناخية لـمدريد | البيانات المناخية لـمدريد | البيانات المناخية لـمدريد | البيانات المناخية لـمدريد | البيانات المناخية لـمدريد | البيانات المناخية لـمدريد | البيانات المناخية لـمدريد | البيانات المناخية لـمدريد | البيانات المناخية لـمدريد | البيانات المناخية لـمدريد | البيانات المناخية لـمدريد | البيانات المناخية لـمدريد | البيانات المناخية لـمدريد |
| الشهر                           | يناير                     | فبراير                    | مارس                      | أبريل                     | مايو                      | يونيو                     | يوليو                     | أغسطس                     | سبتمبر                    | أكتوبر                    | نوفمبر                    | ديسمبر                    | المعدل السنوي             |
| ------------------------------- | ------------------------- | ------------------------- | ------------------------- | ------------------------- | ------------------------- | ------------------------- | ------------------------- | ------------------------- | ------------------------- | ------------------------- | ------------------------- | ------------------------- | ------------------------- |
| ساعات سطوع الشمس الشهرية        | 148                       | 157                       | 214                       | 231                       | 272                       | 310                       | 359                       | 335                       | 261                       | 198                       | 157                       | 124                       | 2٬769                     |
| ساعات سطوع الشمس اليومية        | 4.77                      | 5.60                      | 6.90                      | 7.70                      | 8.77                      | 10.3                      | 11.6                      | 10.8                      | 8.70                      | 6.38                      | 5.23                      | 4.00                      | 7.56                      |
| نسبة وصول أشعة الشمس            | 54                        | 61                        | 59                        | 65                        | 66                        | 75                        | 86                        | 84                        | 70                        | 60                        | 48                        | 47                        | 65                        |
| متوسط مؤشر الأشعة فوق البنفسجية | 2                         | 3                         | 5                         | 6                         | 8                         | 9                         | 9                         | 8                         | 6                         | 4                         | 2                         | 2                         | 5                         |
| [بحاجة لمصدر]                   |                           |                           |                           |                           |                           |                           |                           |                           |                           |                           |                           |                           |                           |

## الهطول
يبلغ متوسط عدد أيام هطول الأمطار في مدريد 63 يومًا فقط في السنة، إذ يتراوح متوسط عدد الأيام الممطرة في الشهر (بغزارة ≥ 1 مم) من 2 يوم في شهري يوليو وأغسطس إلى 8 أيام في شهر مايو. يبلغ متوسط هطول الأمطار السنوي أقل من 436 مم (17.87 إنش)، ويتراوح من 10 مم (0.35 إنش) في أغسطس إلى 56 مم في نوفمبر وديسمبر.
| البيانات المناخية لـمدريد(أيام الهطول – 1 mm) | البيانات المناخية لـمدريد(أيام الهطول – 1 mm) | البيانات المناخية لـمدريد(أيام الهطول – 1 mm) | البيانات المناخية لـمدريد(أيام الهطول – 1 mm) | البيانات المناخية لـمدريد(أيام الهطول – 1 mm) | البيانات المناخية لـمدريد(أيام الهطول – 1 mm) | البيانات المناخية لـمدريد(أيام الهطول – 1 mm) | البيانات المناخية لـمدريد(أيام الهطول – 1 mm) | البيانات المناخية لـمدريد(أيام الهطول – 1 mm) | البيانات المناخية لـمدريد(أيام الهطول – 1 mm) | البيانات المناخية لـمدريد(أيام الهطول – 1 mm) | البيانات المناخية لـمدريد(أيام الهطول – 1 mm) | البيانات المناخية لـمدريد(أيام الهطول – 1 mm) | البيانات المناخية لـمدريد(أيام الهطول – 1 mm) |
| الشهر                                         | يناير                                         | فبراير                                        | مارس                                          | أبريل                                         | مايو                                          | يونيو                                         | يوليو                                         | أغسطس                                         | سبتمبر                                        | أكتوبر                                        | نوفمبر                                        | ديسمبر                                        | المعدل السنوي                                 |
| --------------------------------------------- | --------------------------------------------- | --------------------------------------------- | --------------------------------------------- | --------------------------------------------- | --------------------------------------------- | --------------------------------------------- | --------------------------------------------- | --------------------------------------------- | --------------------------------------------- | --------------------------------------------- | --------------------------------------------- | --------------------------------------------- | --------------------------------------------- |
| الهطول مم (إنش)                               | 37 (1.5)                                      | 35 (1.4)                                      | 26 (1.0)                                      | 47 (1.9)                                      | 52 (2.0)                                      | 25 (1.0)                                      | 15 (0.6)                                      | 10 (0.4)                                      | 28 (1.1)                                      | 49 (1.9)                                      | 56 (2.2)                                      | 56 (2.2)                                      | 436 (17.2)                                    |
| متوسط أيام هطول الأمطار (≥ 1 mm)              | 6                                             | 5                                             | 5                                             | 7                                             | 8                                             | 4                                             | 2                                             | 2                                             | 3                                             | 6                                             | 6                                             | 7                                             | 63                                            |
| المصدر: Agencia Estatal de Meteorología       |                                               |                                               |                                               |                                               |                                               |                                               |                                               |                                               |                                               |                                               |                                               |                                               |                                               |

## الثلوج
يعد تساقط الثلوج أمرًا نادر الحدوث في مدريد، ويحدث فقط لبضعة أيام في السنة. في يناير 1941، سُجل تساقط الثلوج خلال 8 أيام، وهو أكبر عدد من الأيام المثلجة في أي شهر.

في الفترة من 7 إلى 10 يناير 2021، هطل على مدريد أكبر كمية من الثلوج في تاريخها المسجل؛ ذكرت وكالة الأرصاد الجوية الإسبانية، إيميت، أن ما بين 50 و 60 سم (20 و 24 إنش) من الثلوج المتراكمة قد سُجّلت في المراصد الجويّة التابعة لها داخل المدينة.
| البيانات المناخية لـمدريد               | البيانات المناخية لـمدريد | البيانات المناخية لـمدريد | البيانات المناخية لـمدريد | البيانات المناخية لـمدريد | البيانات المناخية لـمدريد | البيانات المناخية لـمدريد | البيانات المناخية لـمدريد | البيانات المناخية لـمدريد | البيانات المناخية لـمدريد | البيانات المناخية لـمدريد | البيانات المناخية لـمدريد | البيانات المناخية لـمدريد | البيانات المناخية لـمدريد |
| الشهر                                   | يناير                     | فبراير                    | مارس                      | أبريل                     | مايو                      | يونيو                     | يوليو                     | أغسطس                     | سبتمبر                    | أكتوبر                    | نوفمبر                    | ديسمبر                    | المعدل السنوي             |
| --------------------------------------- | ------------------------- | ------------------------- | ------------------------- | ------------------------- | ------------------------- | ------------------------- | ------------------------- | ------------------------- | ------------------------- | ------------------------- | ------------------------- | ------------------------- | ------------------------- |
| متوسط الأيام المثلجة                    | 1.0                       | 1.3                       | 0.3                       | 0.2                       | 0                         | 0                         | 0                         | 0                         | 0                         | 0                         | 0.1                       | 0.6                       | 3.6                       |
| المصدر: Agencia Estatal de Meteorología |                           |                           |                           |                           |                           |                           |                           |                           |                           |                           |                           |                           |                           |

## درجات الحرارة القصوى
كانت أعلى درجة حرارة سُجّلت خلال اليوم في محطة ريتيرو هي 40.7 درجة مئوية (105.3 درجة فهرنهايت) في كل من 28 يونيو 2019 و 14 أغسطس 2021 و 14 يوليو 2022. وقد سُجّلت درجات حرارة قصوى أعلى في محطات أخرى.

كان الرقم القياسي المسجل في أغسطس 1933 هو متوسط درجة الحرارة القصوى خلال اليوم عند 35.5 درجة مئوية (95.9 درجة فهرنهايت). بالمقابل، وصلت أدنى درجة حرارة يتم تسجيلها إلى مستوى -10.1 درجة مئوية (13.8 درجة فهرنهايت) في الليل في 16 يناير 1945.
| البيانات المناخية لـمدريد               | البيانات المناخية لـمدريد | البيانات المناخية لـمدريد | البيانات المناخية لـمدريد | البيانات المناخية لـمدريد | البيانات المناخية لـمدريد | البيانات المناخية لـمدريد | البيانات المناخية لـمدريد | البيانات المناخية لـمدريد | البيانات المناخية لـمدريد | البيانات المناخية لـمدريد | البيانات المناخية لـمدريد | البيانات المناخية لـمدريد | البيانات المناخية لـمدريد |
| الشهر                                   | يناير                     | فبراير                    | مارس                      | أبريل                     | مايو                      | يونيو                     | يوليو                     | أغسطس                     | سبتمبر                    | أكتوبر                    | نوفمبر                    | ديسمبر                    | المعدل السنوي             |
| --------------------------------------- | ------------------------- | ------------------------- | ------------------------- | ------------------------- | ------------------------- | ------------------------- | ------------------------- | ------------------------- | ------------------------- | ------------------------- | ------------------------- | ------------------------- | ------------------------- |
| الدرجة القصوى °م (°ف)                   | 19.9 (67.8)               | 22.0 (71.6)               | 26.7 (80.1)               | 30.9 (87.6)               | 35.5 (95.9)               | 40.7 (105.3)              | 40.7 (105.3)              | 40.7 (105.3)              | 38.9 (102.0)              | 30.0 (86.0)               | 22.7 (72.9)               | 18.6 (65.5)               | 40.7 (105.3)              |
| أدنى درجة حرارة °م (°ف)                 | −10.1 (13.8)              | −9.1 (15.6)               | −5.1 (22.8)               | −1.6 (29.1)               | 0.6 (33.1)                | 4.4 (39.9)                | 8.5 (47.3)                | 9.2 (48.6)                | 4.0 (39.2)                | −0.4 (31.3)               | −3.4 (25.9)               | −9.2 (15.4)               | −10.1 (13.8)              |
| المصدر: Agencia Estatal de Meteorología |                           |                           |                           |                           |                           |                           |                           |                           |                           |                           |                           |                           |                           |

## ضوء النهار
تتمتع مدريد بواحد من أكبر عدد ساعات سطوع الشمس في أوروبا. الأيام في الشتاء ليست قصيرة كما هو الحال في الجزء الشمالي من القارة العجوز، إذ يبلغ متوسط ساعات سطوع الشمس في مدريد في أشهر ديسمبر ويناير وفبراير حوالي 10 ساعات (للمقارنة: فإنها تبلغ في كل من لندن أو موسكو أو وارسو- حوالي 8 ساعات).